# Skipp Sudduth
Skipp Lee Sudduth IV (Wareham, 23 agosto 1956) è un attore statunitense.

## Biografia
È fratello dell'attore Kohl Sudduth. Nel 2019 ha partecipato al film Buttiamo giù l'uomo.

## Filmografia

### Cinema
- Mutants in Paradise, regia di Scott Apostolou (1984)
- Clockers, regia di Spike Lee (1995)
- Money Train, regia di Joseph Ruben (1995)
- L'eliminatore - Eraser (Eraser), regia di Chuck Russell (1996)
- Il mio campione (A Cool, Dry Place), regia di John N. Smith (1998)
- Studio 54 (54), regia di Mark Christopher (1998)
- Ronin, regia di John Frankenheimer (1998)
- Cuisine américaine, regia di Jean-Yves Pitoun (1998)
- Bury the Evidence, regia di J. Greg De Felice (1998)
- Flawless - Senza difetti (Flawless), regia di Joel Schumacher (1999)
- Drunkboat, regia di Bob Meyer (2010)
- The Hunted, regia di Josh Stewart (2013)
- Meadowland - Scomparso (Meadowland), regia di Reed Morano (2015)
- Freeheld - Amore, giustizia, uguaglianza (Freeheld), regia di Peter Sollett (2015)
- To Whom It May Concern, regia di da Manu Boyer (2016)
- The Neighbor, regia di Marcus Dunstan (2016)
- Beyond the Night, regia di Jason Noto (2018)
- Buttiamo giù l'uomo (Blow the Man Down), regia di Bridget Savage Cole e Danielle Krudy (2019)
- Lazy Susan, regia di Nick Peet (2020)

### Televisione
- Elvis - serie TV, episodio 1x02 (1990)
- The Secret, regia di Karen Arthur - film TV (1994)
- Daybreak, regia di Stephen Tolkin - film TV (1994)
- Scam - Una prova per Maggie (Scam), regia di John Flynn - film TV (1994)
- Così gira il mondo (As the World Turns) - serie TV, episodio 9658 (1993)
- CBS Schoolbreak Special - serie TV, episodio 11x04 (1994)
- Law & Order - I due volti della giustizia (Law & Order) - serie TV, 3 episodi (1995-1999)
- New York Undercover - serie TV, episodio 2x06 (1995)
- New York News - serie TV, episodio 1x04 (1995)
- Swift - Il giustiziere (Swift) - serie TV, episodio 1x01 (1996)
- Kindred: The Embraced - serie TV, episodio 1x07 (1996)
- Central Park West - serie TV, episodio 1x01 (1996)
- Cosby - serie TV, episodio 1x03 (1996)
- Viper - serie TV, episodio 2x04 (1996)
- Firehouse, regia di John McNaughton e Alan Smithee - film TV (1996)
- George Wallace - film TV (1997)
- Una vita da vivere (One Life to Live) - serie TV, episodio 7319 (1997)
- Oz - serie TV, 6 episodi (1997-1998)
- Brooklyn South - serie TV, episodio 1x01 (1997)
- Twelfth Night, or What You Will - film TV (1998)
- Innamorati pazzi (Mad About You) - serie TV, episodio 7x01 (1998)
- Trinity - serie TV, 2 episodi (1998)
- Homicide (Homicide: Life on the Street) - serie TV, episodio 7x11 (1999)
- Squadra emergenza (Third Watch) - serie TV, 131 episodi (1999-2005)
- Law & Order - Unità vittime speciali (Law & Order: Special Victims Unit) - serie TV, episodio 7x09 (2005)
- Criminal Minds - serie TV, 2 episodi (2006-2013)
- Law & Order: Criminal Intent - serie TV, episodio 7x20 (2012)
- Live from Lincoln Center - serie TV, episodio 35x03 (2012)
- The Good Wife - serie TV, 10 episodi (2010-2014)
- NYC 22 - serie TV, 3 episodi (2012)
- Orange Is the New Black - serie TV, episodio 2x13 (2014)
- Louie - serie TV, 2 episodi (2014)
- CSI - Scena del crimine (CSI: Crime Scene Investigation) - serie TV, episodio 15x04 (2014)
- Elementary - serie TV, 2 episodi (2014-2016)
- Ray Donovan - serie TV, 3 episodi (2015)
- NCIS: New Orleans - serie TV, episodio 2x12 (2016)
- The Night Of - Cos'è successo quella notte? (The Night Of) - serie TV, episodio 1x01 (2016)
- Quarry - Pagato per uccidere (Quarry) - serie TV, 5 episodi (2016)
- Madam Secretary - serie TV, 6 episodi (2017-2019)
- Chicago P.D. - serie TV, episodio 5x03 (2017)
- Escape at Dannemora - serie TV, 2 episodi (2018)
- City on a Hill - serie TV, episodio 3x07 (2022)

### Cortometraggio
- The Robber Barons of Wall Street, regia di Matthew Meis (2010)
- The Renovation, regia di Brian O'Neill (2016)
- The Reception, regia di Sean Sakamoto (2019)
- Safe, regia di Ian Barling (2021)

## Doppiatori italiani
Nelle versioni in italiano delle opere in cui ha recitato, Skipp Sudduth è stato doppiato da:
- Roberto Draghetti in Ronin, The Good Wife, NCIS: New Orleans
- Rodolfo Bianchi in Oz, Law & Order - I due volti della giustizia (episodio 5x17)
- Paolo Buglioni in Criminal Minds, Quarry - Pagato per uccidere
- Angelo Maggi in Law & Order - I due volti della giustizia (episodio 7x05)
- Lucio Saccone in Money Train
- Stefano De Sando in Studio 54
- Sergio Di Stefano in Squadra emergenza
- Cesare Rasini in Law & Order: Criminal Intent
- Gerolamo Alchieri in Person of Interest
- Fabrizio Temperini in CSI - Scena del crimine
- Edoardo Siravo in Elementary
- Paolo Marchese in Freeheld - Amore, giustizia, uguaglianza
- Emidio La Vella in The Night Of - Cos'è successo quella notte?
- Ambrogio Colombo in Escape at Dannemora
- Pasquale Anselmo in Buttiamo giù l'uomo
- Pierluigi Astore in City on a Hill